# Милан Јовановић (фотограф)
Милан Јовановић (Вршац, октобар 1863 – Београд, 17. март 1944) био је српски и југословенски фотограф.

## Биографија
Син је фотографа Стевана Јовановића, брат сликара Паје Јовановића и отац вајара Душана Јовановића. Учио је фотографију у очевом атељеу у Вршцу, затим, у раздобљу 1879–1887. у Бечу, Минхену и Париз и Трсту. Његова највећа активност траје до 1914. године када је мобилисан, отишао у рат (на дужност посилног кнеза Ђорђа Карађорђевића), а после наводног рањавања, и опоравка у Фиренци, краће време наставио је рад у Београду (1920–1921).

## Рад
Године 1887. отворио је свој први фотографски атеље у Београду, на Обилићевом венцу, преко пута споменика кнезу Михаилу (данас палата Културног центра Београда). Од 1902. године радио у новом атељеу (ул. Краља Милана 46 – данас биоскоп “Звезда”), првој наменски, за фотографски атеље, подигнутој згради у Србији, чији је фасадни изглед (атељеа) још увек делимично очуван. 
Током две и по деценије успешног деловања у фотографији Јовановић се испољио у различитим темама. Првобитно је грађански фотограф-портретиста, и та делатност ће остати доминантна током целог његовог радног века. Почетком девете деценије 19. века увео у свој рад и снимање ведута и панорама Београда, а исте призоре је доцније преносио на разгледница, чиме се сврстао међу прве издаваче поштанских карата са сликом у Србији, од 1896. У готово целом раздобљу свога рада био је фотограф-сарадник Краљевског народног позоришта у Београду, уз то остварио је велики број портрета глумаца, редитеља, драмских писаца и позоришних сарадника.
Највећи допринос српској култури дао је великом групом портрета савременика; његовом фотографским апаратом забележени су ликови академика, књижевника, сликара, новинара, политичара, и многобројних других знаменитих личности српске културе, науке или уметности последње деценије 19. века и прве деценије 20-ог. Остварио је антологијске портрете, аутентичне типске појаве у портретној фотографији код Срба – међу којима су Љубомир Ненадовић (1888); Милован Глишић (1888); Вела Нигринова; Бета Вукановић (1896); Стојан Новаковић (1898); Јован Драгашевић; Радоје Домановић (1900); Стеван Сремац (1901); Бора Станковић; Ана Лозанић; Ђорђе Крстић, Владислав Петковић Дис (1903); Бранислав Нушић; Богдан Поповић (1904); Илија Станојевић (1908) и други.

### Дворски портрети
Милан Јовановић је од 1893. дворски фотограф краља Србије. Урадио је и портрете српских владара: краљева Милана и Александра Обреновића, краљице Наталије и, касније, краљице Драге. После дворског пуча (28. маја 1903) и смене династија у Србији 1903. године, Јовановић је, као пријатељ двора, по свему судећи, био за кратко у немилости код новог владара. Ипак, средином 1904. снимио је портрете кнегиње Јелене и младих кнежевића Ђорђа, Александра и Павла Карађорђевића, а затим му је дозвољено да и даље користи титулу фотографа српске краљевске куће. Од 1904. урадио је готово све званичне портрете краља Петра Првог Карађорђевића и чланова његове породице. Од 1896. носио је титулу и дворског фотографа књаза Црне Горе и Брда, али, зачудо, ниједна Јовановићева фотографија са ликом кнеза, доцније краља Николе, или чланова црногорске владајуће породице, није забележена у литератури.

## Галерија
- Јанко Веселиновић
- Јован Белимарковић (1889)
- Олга Илић (1900)
- Групни портрет (1900)
- Мајка са дететом (око 1900)
- Ђорђе Карађорђевић (1904)